# Estadio Inboica
El Estadio Inboica es un escenario de fútbol ubicado en el pueblo de Esquipulas, en el departamento de Chiquimula en Guatemala, tiene una capacidad para 2500 aficionados y es de los pocos estadios en el departamento de Chiquimula.
Es la casa oficial del Club Social y Deportivo Atlas que juega en la Segunda División de Guatemala.
El nombre INBOICA son las iniciales del Instituto Básico con Orientación Industrial Centroamericano, ya que este instituto está muy cerca de la instalación deportiva.